# Носферату (фільм, 2024)
«Носферату» (англ. Nosferatu) — американський готичний фільм жахів сценариста і режисера Роберта Еґґерса з Біллом Скашгордом у головній ролі. Це другий ремейк однойменного фільму, представника німецького експресіонізму 1922 року, написаного Генріком Ґаленом, який, в свою чергу, є «несанкціонованою та неофіційною» адаптацією роману Брема Стокера «Дракула» 1897 року.
«Носферату» є спільним виробництвом Regency Enterprises, Studio 8 і 1492 Pictures і випускався в кінотеатрах компанією Focus Features.

## Сюжет
У пошуках спілкування юна Еллен молиться про те, щоб дух-охоронець полегшив її страждання, але на неї нападає жахлива фігура, спричиняючи напад. У 1838 році вже доросла Еллен живе у Вісборзі, Німеччина, зі своїм чоловіком, ріелтором Томасом Гаттером. Томас приймає пропозицію про продаж будинку у Вісборзі ексцентричному самітнику графу Орлоку; він не підозрює, що ця угода є частиною окультного договору між Орлоком і його роботодавцем, паном Ноком. Всупереч бажанню Еллен, Томас вирушає до замку Орлока на вершині гори недалеко від Богемії, залишаючи її зі своїм другом Фрідріхом Гардінгом; перш ніж вони розлучаються, Еллен зізнається, що перед їхнім весіллям їй наснився сон про церемонію, на якій її наречений був мертвий. У Богемії місцеві селяни цураються Томаса за те, що він приєднався до Орлока; тієї ночі він стає свідком того, як вони опоганюють те, що, за їхнім твердженням, є трупом вампіра, протикаючи його груди залізним колом; труп здригається від болю і його рве.
Наступного дня Томаса таємничим чином тягне в замок Орлока. Нетерплячий граф переглядає документи на купівлю і, схопивши медальйон Томаса, впізнає в ньому Еллен. Орлок сердито відмахується від розповідей Томаса про жителів села, але розкриває, що він справді вампір, коли Томас ріже великий палець, використовуючи свої сили, щоб стримувати Томаса і харчуватися ним. Потім Орлок тримає його в полоні, стверджуючи, що намагатися піти в його ослабленому стані — поганий знак. Зрештою, Томас підкрадається до труни Орлока і відкриває її, виявляючи, що це той самий монстр, який напав на Еллен в юності, і труп, який він бачив на кладовищі; Орлок прокидається і нападає на Томаса, але той стрибає в річку. Його знаходять служителі церкви і доглядають за ним, перш ніж він поспішає назад у Вісборг, знаючи, що Орлок попрямує туди, щоб заявити права на свій будинок.
Поки все це відбувається, на Еллен нападають напади сновидіння і судоми, які, на думку доктора Вільгельма Сіверса, є результатом надлишку крові в її організмі. У міру того, як епізоди погіршуються, Сіверс звертається до свого наставника, опального вченого, який став професором окультизму, Альбіна Еберхарта фон Франц, який розуміє, що Еллен перебуває під чарами Орлока через те, що викликала його багато років тому. Фрідріх же налаштований скептично, вважаючи, що її нездужання — результат занепокоєння через відсутність Томаса. Еллен неодноразово пророкує прихід Орлока; хоча фон Франц стверджує, що Орлок змушений спати в багнюці, в якій його поховали, він не розуміє, що Орлок обійшов це обмеження, привізши ящики із землею до Вісборга на кораблі разом із легіонами чумних щурів. Наближення Орлока доводить Нока до шаленого, але радісного божевілля; його повторення мантри Еллен наводить Сіверса і фон Франца на думку про те, що відбувається.
Томас возз'єднується з Еллен, а прибуття Орлока приносить чуму в місто. Нок тікає з-під варти і супроводжує Орлока в його новий маєток, тоді як Орлок з'являється Еллен уві сні, насміхаючись над нею за те, що він обманом змусив Томаса підписати документи про розлучення. Орлок попереджає, що вона повинна дати усну згоду на розлучення протягом ще двох ночей і підтвердити угоду, яку вона уклала, коли викликала його до себе. В іншому разі він очистить Вісборг, убивши дружину і дітей Фрідріха, щоб довести, що він не бреше. Еллен і фон Франц виявляють, що перемогти Орлока можна тільки в тому разі, якщо вона пожертвує собою. Фон Франц відволікає Томаса, Фрідріха і Сіверса, вирушаючи в маєток Орлока нібито для того, щоб убити його. Насправді вони позбавляють життя Нока; Томас, усвідомивши обман, кидається назад, щоб врятувати Еллен. Проте вона приймає пропозицію Орлока і дозволяє йому харчуватися нею, займаючи його до світанку. Еллен помирає, але разом із нею помирає й Орлок, який знову перетворюється на труп.

## У ролях
| Актор                | Роль                               |
| -------------------- | ---------------------------------- |
| Білл Скашгорд        | Граф Орлок                         |
| Ніколас Голт         | Томас Гаттер                       |
| Лілі-Роуз Депп       | Еллен Гаттер                       |
| Аарон Тейлор-Джонсон | Фрідріх Гардінг                    |
| Емма Коррін          | Анна Гардінг                       |
| Віллем Дефо          | професор Альбін Еберхарт фон Франц |
| Ральф Айнесон        | доктор Вільгельм Сіверс            |
| Саймон Макберні      | Герр Нок                           |
| Стейсі Тьюнс         | медсестра                          |

## Виробництво

### Розробка
У липні 2015 року було оголошено про ремейк «Носферату» за сценарієм і режисурою Роберта Еггерса. Продюсерами фільму були Джей Ван Хой і Ларс Кнудсен для Studio 8. У листопаді 2016 року Еггерс висловив обурення тим, що ремейк «Носферату» стане його другим фільмом, сказавши: «Здається огидним, блюзнірським, егоманіакальним і мерзотним для режисера на моєму місці знімати Носферату наступним. Я справді планував трохи почекати, але так склалася доля». Під час інтерв'ю з Den of Geek про вихід «Маяка» у 2019 році Роберт Еґґерс розповів, що хоча він присвятив багато часу перенесенню культового фільму жахів у 21 століття, він не знав, коли і чи це станеться. Попри це, Еґґерс сказав: «Слухай, я витратив на це стільки років і стільки часу, стільки крові, так, було б дуже прикро, якби цього ніколи не сталося».

### Кастинг
У серпні 2017 року Аня Тейлор-Джой пройшла кастинг на роль у фільмі. У лютому 2022 року, під час інтерв'ю Den of Geek щодо випуску «Варяга», Еґґерса запитали, чи він і Аня Тейлор-Джой досі спілкуються про проєкт, він відповів: «Ми точно говоримо про це, і я не знаю чому це було так важко здійснити». У березні 2022 року Гаррі Стайлз відмовився від невідомої ролі у фільмі, посилаючись на конфлікти графіків. 30 вересня 2022 року було оголошено, що головного героя фільму зіграє Білл Скашгорд, також що Лілі-Роуз Депп веде переговори про роль у фільмі. Спочатку Скашгорд був обраний для фільму «Варяг» Еґґерса, але відмовився від участі через конфлікти розкладу. Ніколас Голт розпочав переговори наступного місяця, і всі троє підтвердили, що знімуться до січня 2023 року разом із Віллемом Дефо, який раніше грав Макса Шрека у фільмі «Тінь вампіра». Емма Коррін приєднається до акторського складу наступного місяця. У березні 2023 року до акторського складу додалися Аарон Тейлор-Джонсон, Саймон Макберні та Ральф Айнесон.

### Зйомки
Основні зйомки розпочалися в Чехії 20 лютого 2023 року, у березні 2023 проходили на студії Barrandov у Празі. Пізніше того ж місяця знімальна група працювала в замку 14-го століття в Рожміталі під Тржемшинем і празькому комплексі Інвалідовна, будівлі у стилі бароко, зареєстрованій як національна пам'ятка. Деякі екстер'єрні кадри були зроблені в Румунії. Зйомки завершилися 19 травня 2023 року.

## Випуск
Світова прем'єра відбулася 2 грудня 2024 року на Берлінському міжнародному кінофестивалі. Вихід в прокат відбувся 25 грудня 2024 року. В Україні фільм вийшов в прокат 2 січня 2025 року.
Фільм вийшов на цифрових платформах 21 січня 2025 року.

## Сприйняття
На агрегаторі рецензій Rotten Tomatoes фільм має рейтинг схвалення 85% на основі 269 відгуків критиків, із середньою оцінкою 8,1/10.